# Eptesicus diminutus
Eptesicus diminutus é uma espécie de morcego da família Vespertilionidae. Pode ser encontrada na Venezuela, leste do Brasil, Paraguai, Uruguai, e no norte da Argentina.